# Las Cabezas de San Juan
Las Cabezas de San Juan je španělská obec v provincii Sevilla v autonomním společenství Andalusie. Žije zde přibližně 16 tisíc obyvatel.

## Poloha obce
Obec leží na jihu provincie Sevilla u jejích hranic s provincií Cádiz.
Sousední obce jsou: Espera, Lebrija, La Puebla del Río a Utrera.